# Observatoire de La Cañada
L'Observatoire de La Cañada (La Cañada Observatory) est un observatoire astronomique amateur situé à Ávila, en Espagne. Il s'agit d'un établissement privé qui appartient à Juan Lacruz, sa principale activité consiste à suivre les objets géocroiseurs, astéroïdes ou comètes.
L'observatoire a rejoint l'Union astronomique internationale durant l'été 2002 en lui envoyant ses premières observations astrométriques. Le Centre des planètes mineures lui a attribué le code d'observatoire J87 : La Cañada.

## Instruments
Télescope RCT 0,40 m + CCD

## Galerie

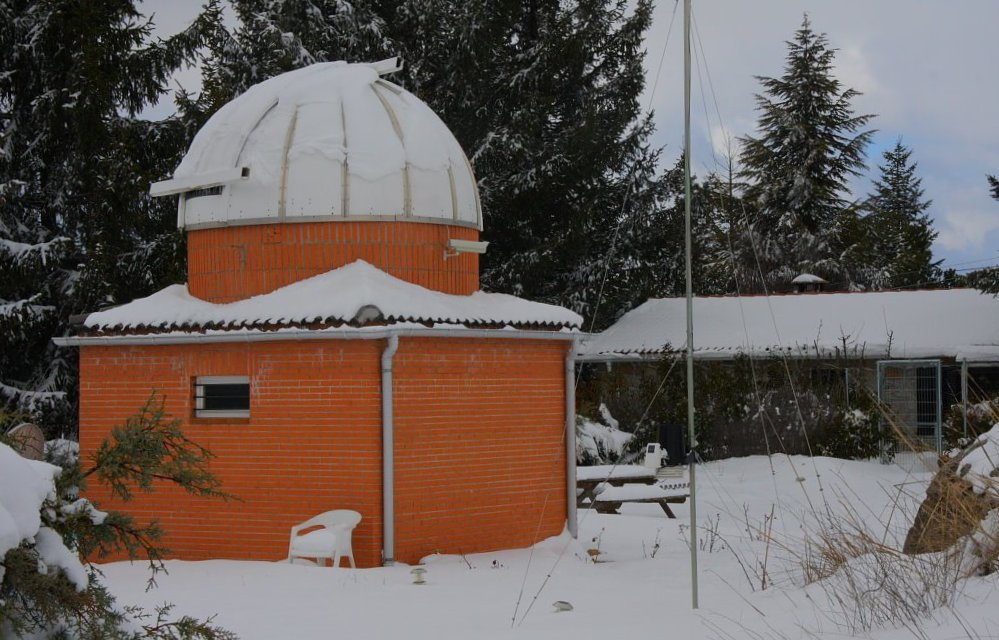
L'observatoire en hiver
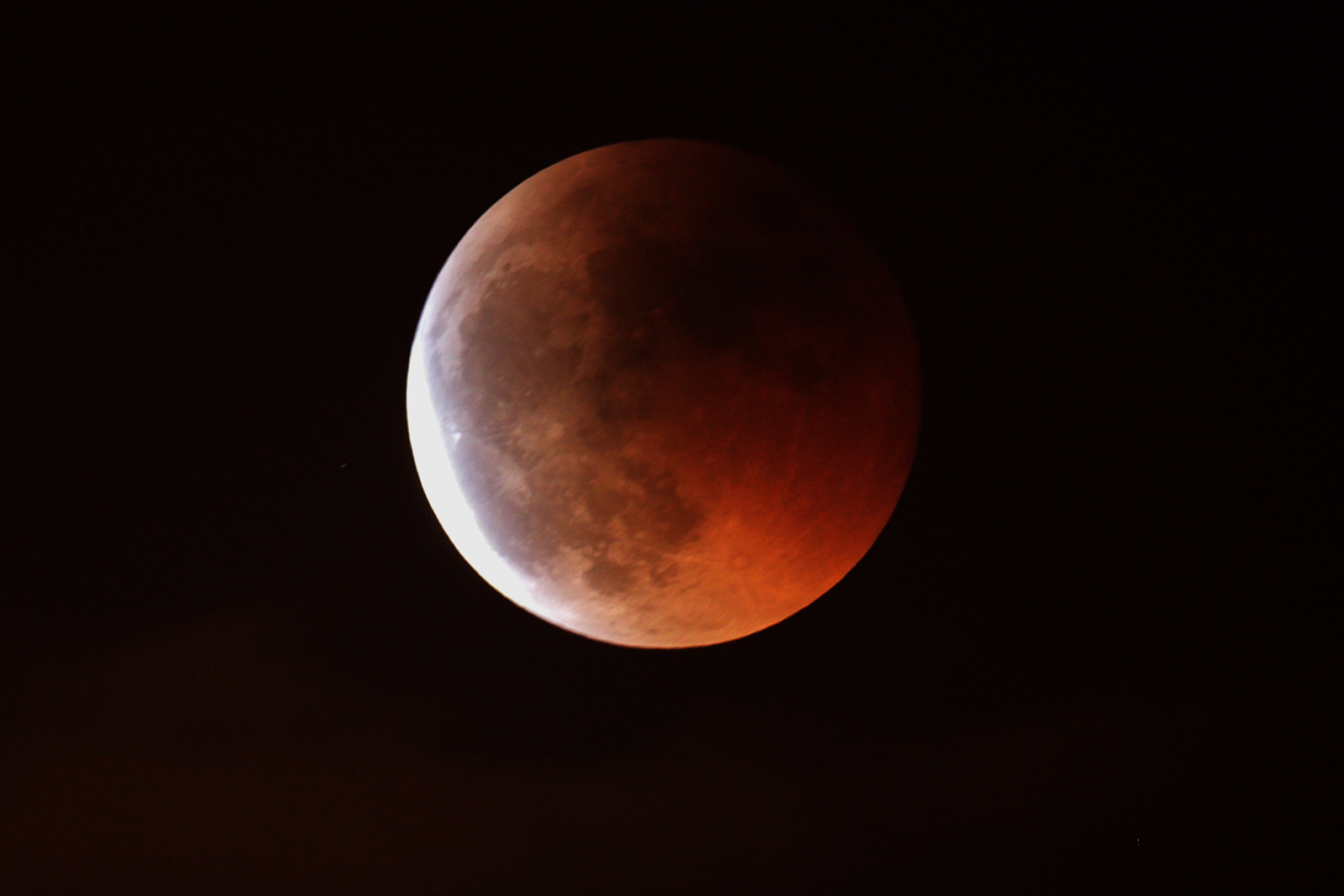
Eclipse lunaire
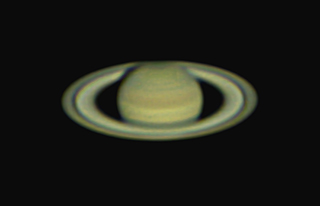
Saturne le 1er août 2015 à La Cañada
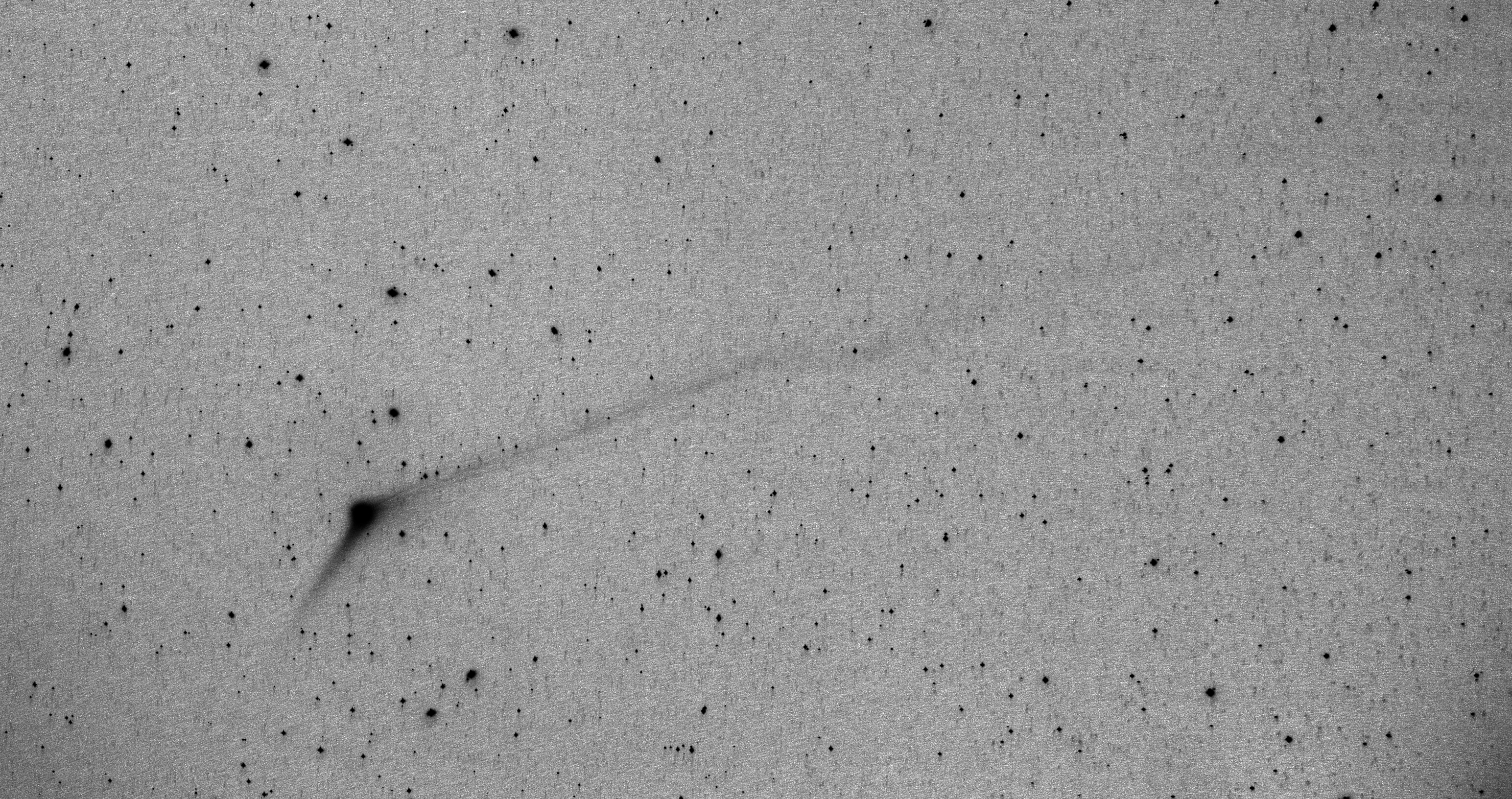
Comète C/2013 US10 Catalina depuis l'observatoire J87 La Cañada le 6 décéembre 2015, la queue de déconnecte
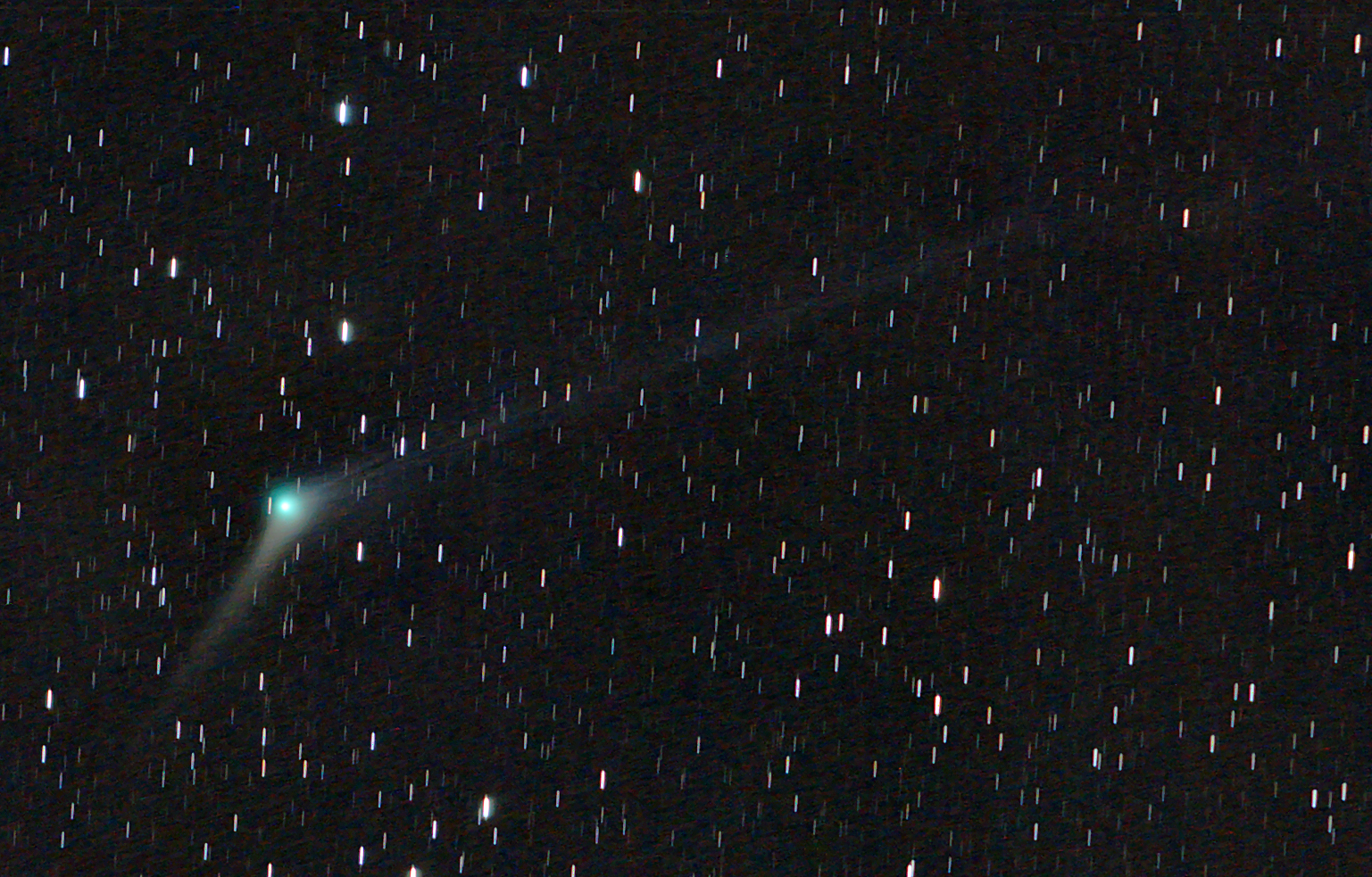
C/2013 US10 Catalina, 6 décembre 2015
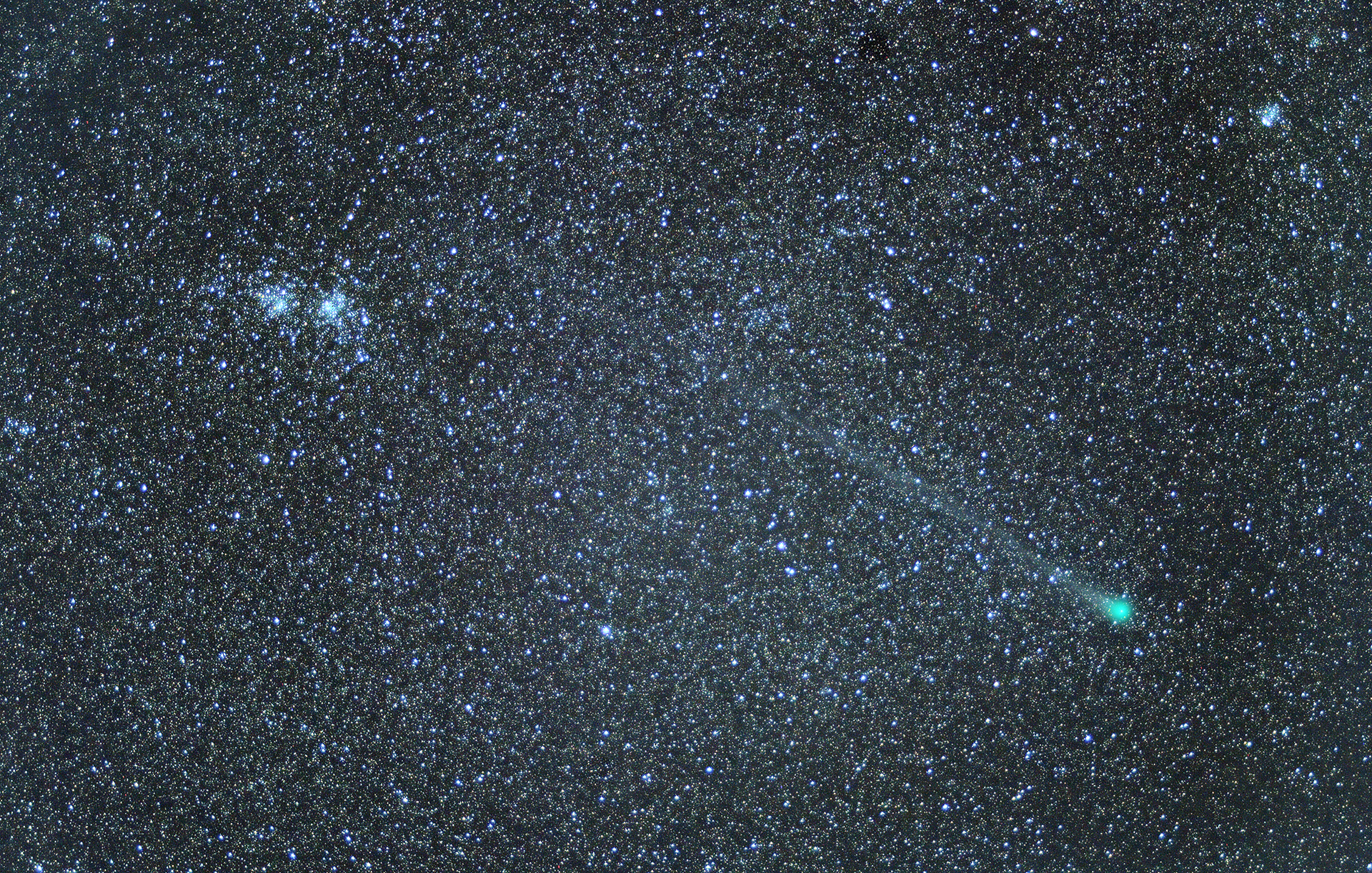
Comète C2014_Q2 Lovejoy, le 27 février 2015, La Cañada, l'amas double de Persée dans le champ.
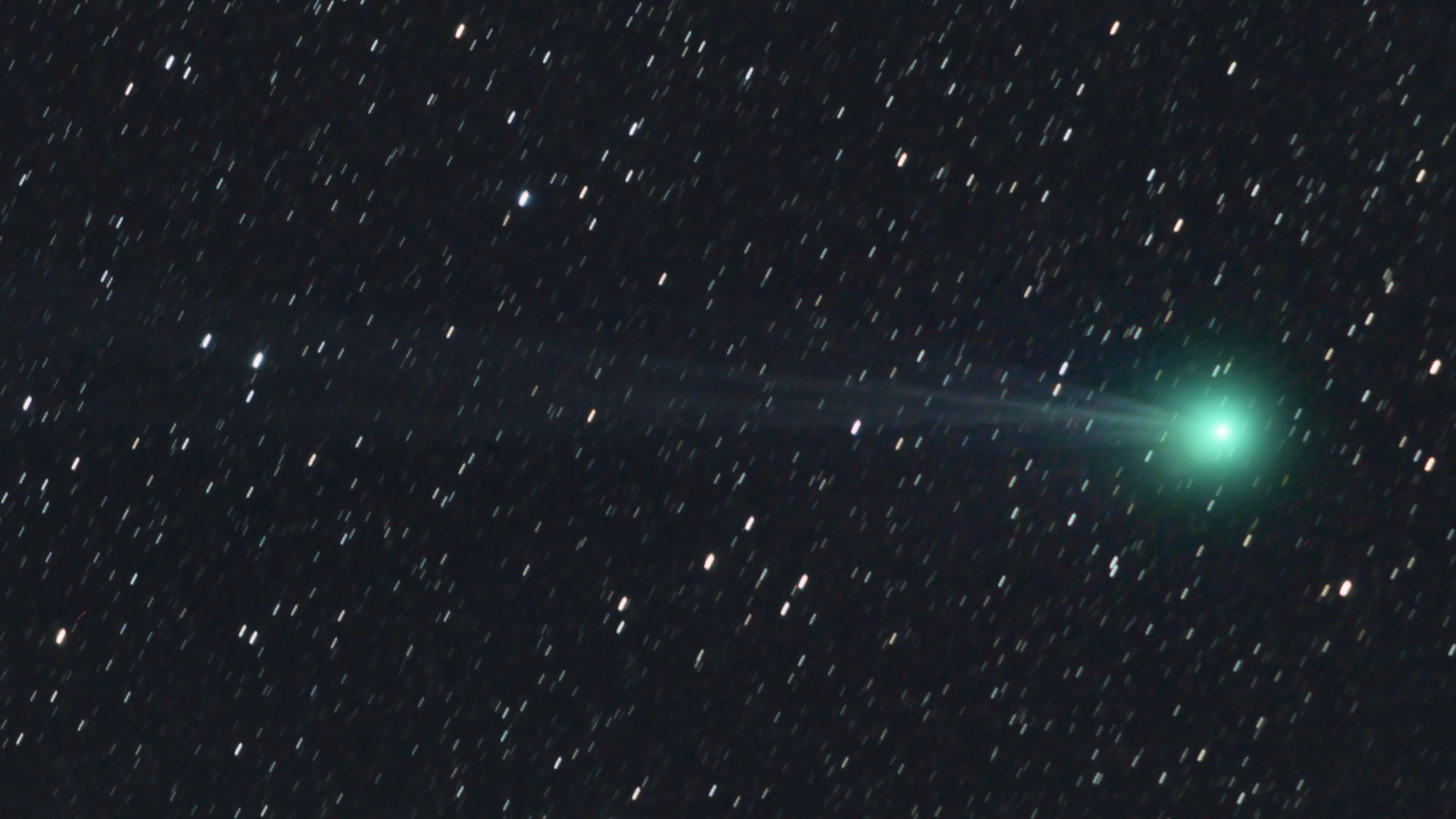
Comète C/2014 Q2 Lovejoy, 24-Jan-2015, La Cañada
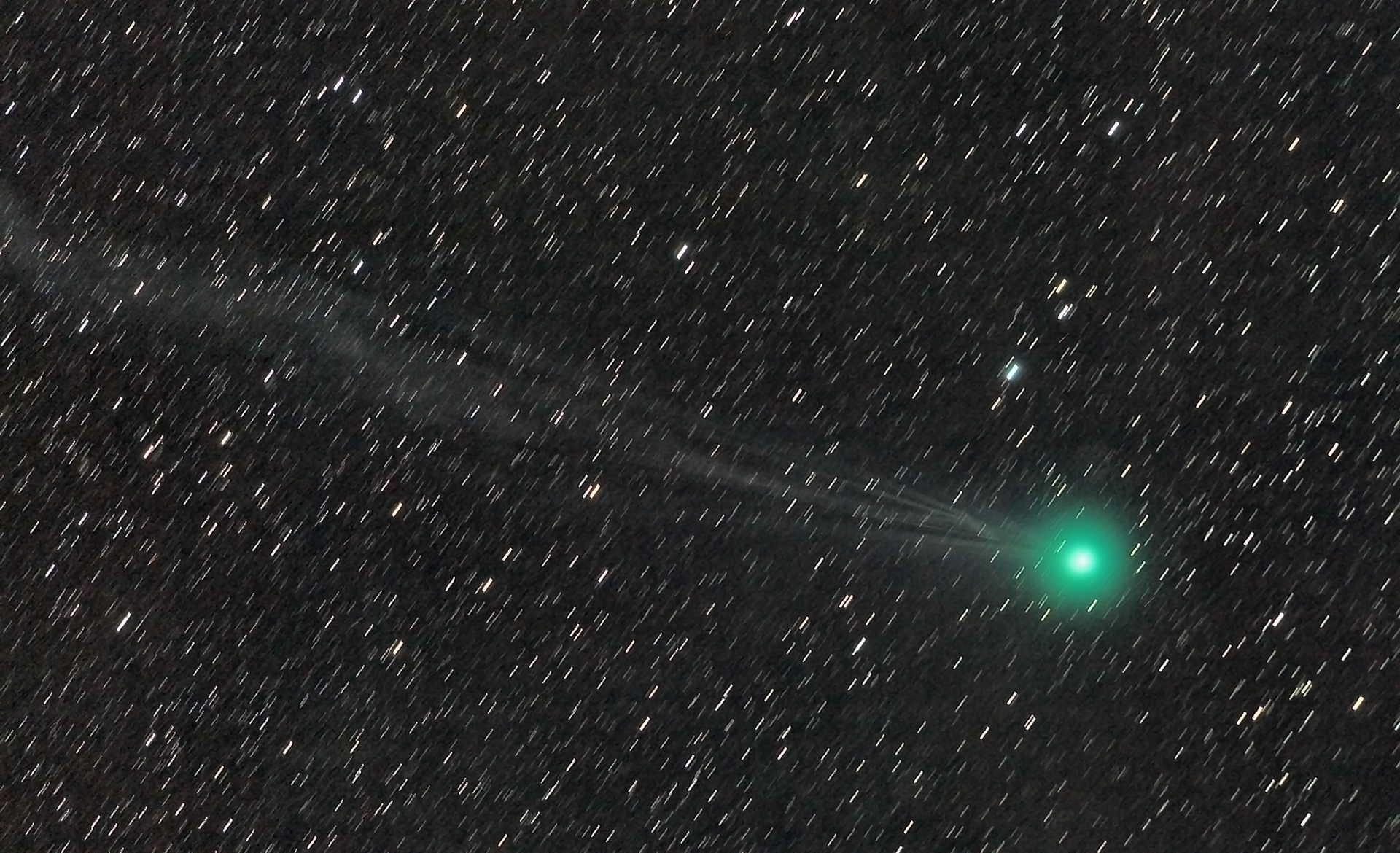
C2014 Q2 Lovejoy 9 janvier 2015 La Cañada
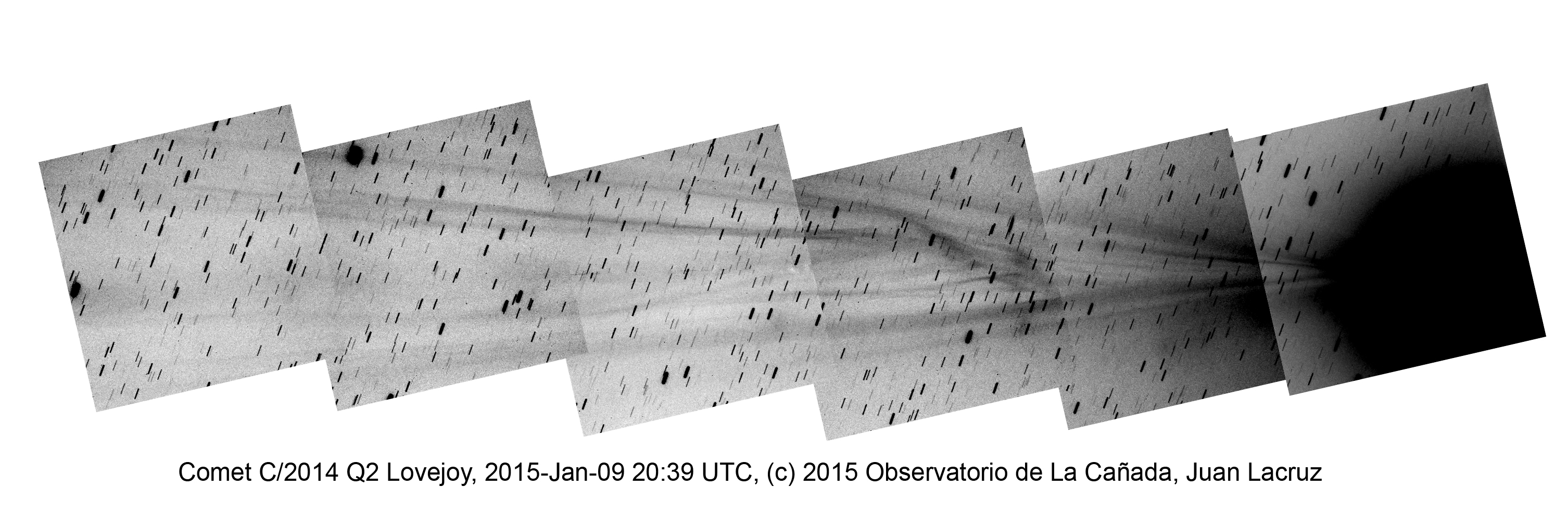
Comète C/2014 Q2 Lovejoy, une composition mosaïque CCD prise le 9 janvier 2015 de l'Observatoire de La Cañada par Juan Lacruz. Télescope LX200R 0,40 m + SBIG STL 1001E, 6 piles de 10 images chacune.
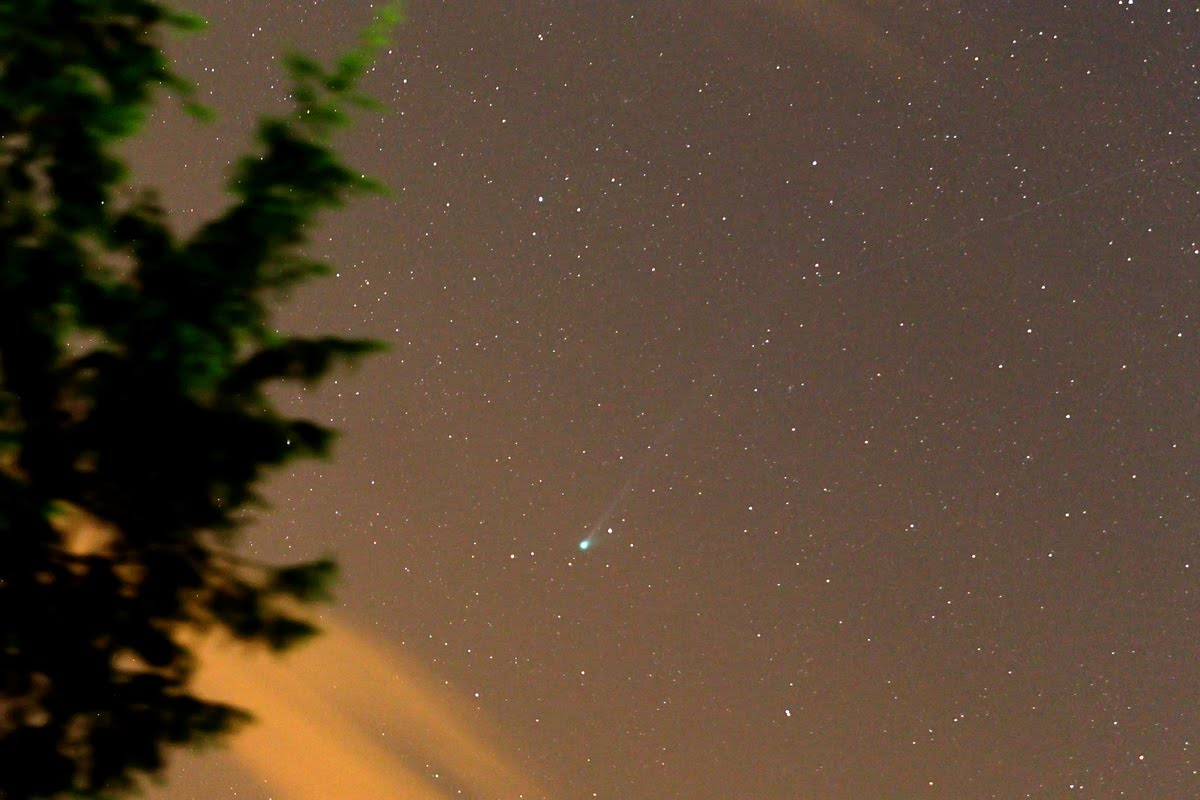
Comète C/2009 R1 Mc Naught depuis La Cañada, Ávila, 19 juin 2010
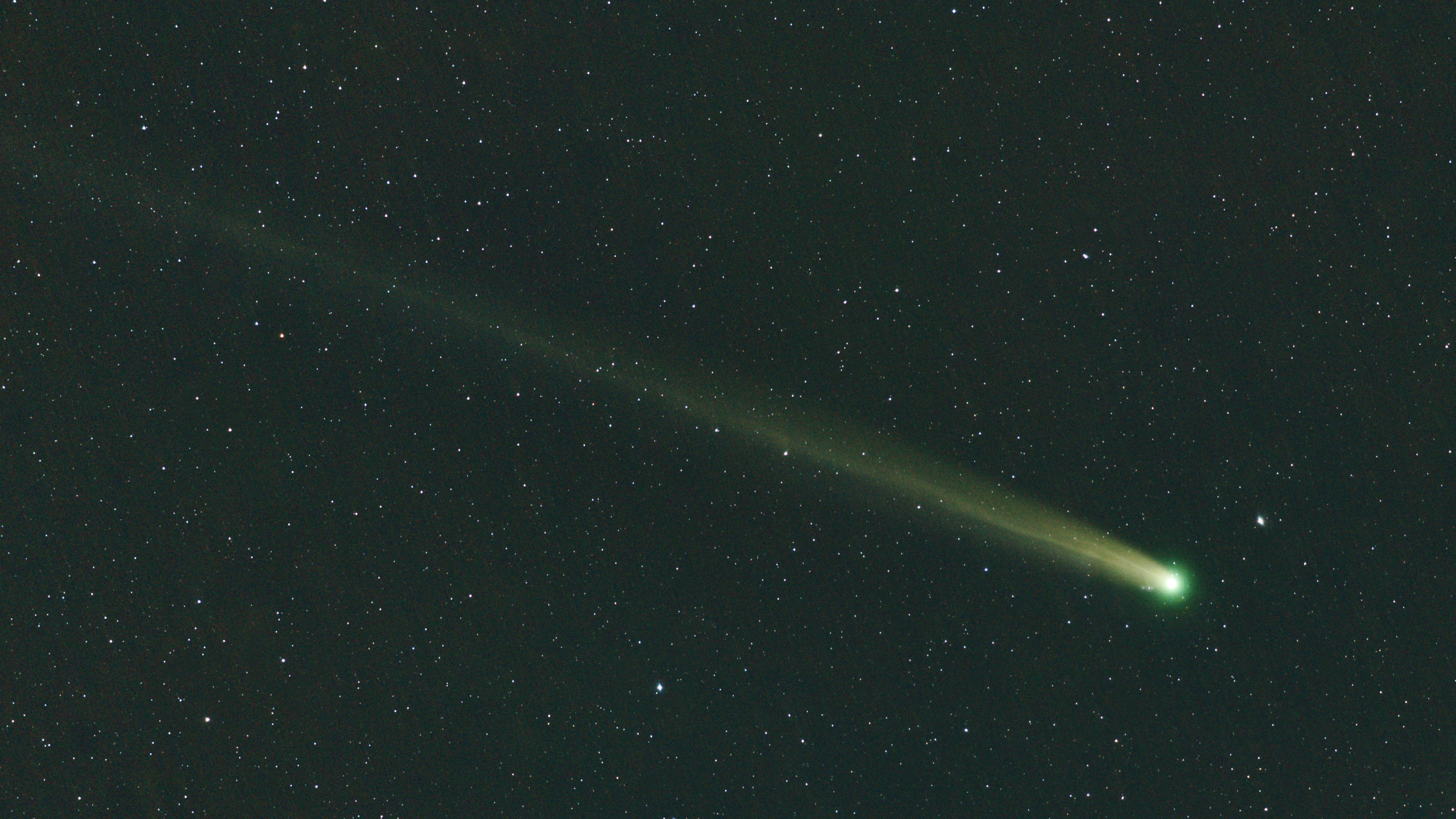
Comète C/2013 R1 Lovejoy 6 décembre 2013 La Cañada
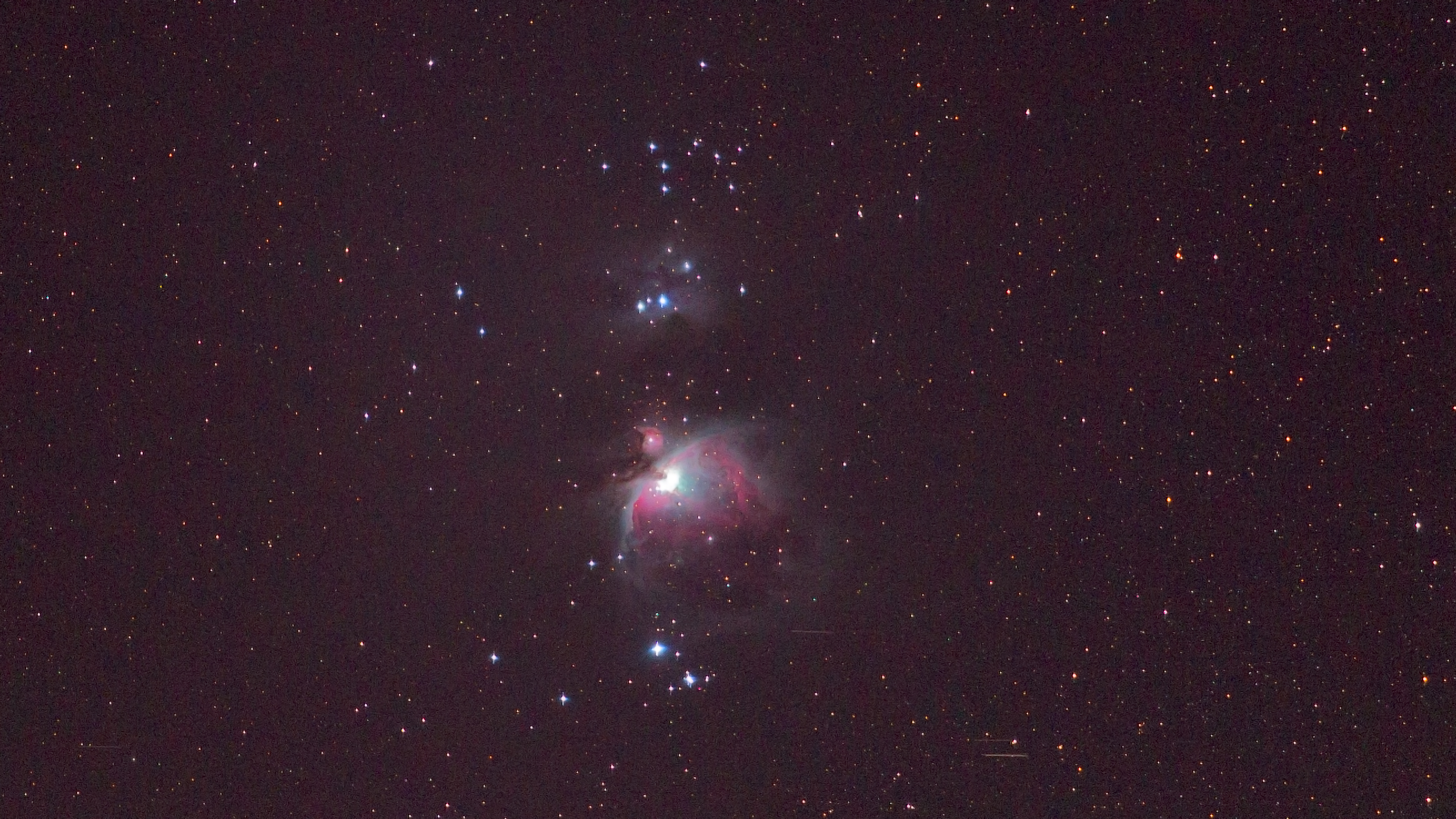
La grande nébuleuse d'Orión, La Cañada 23 novembre 2013
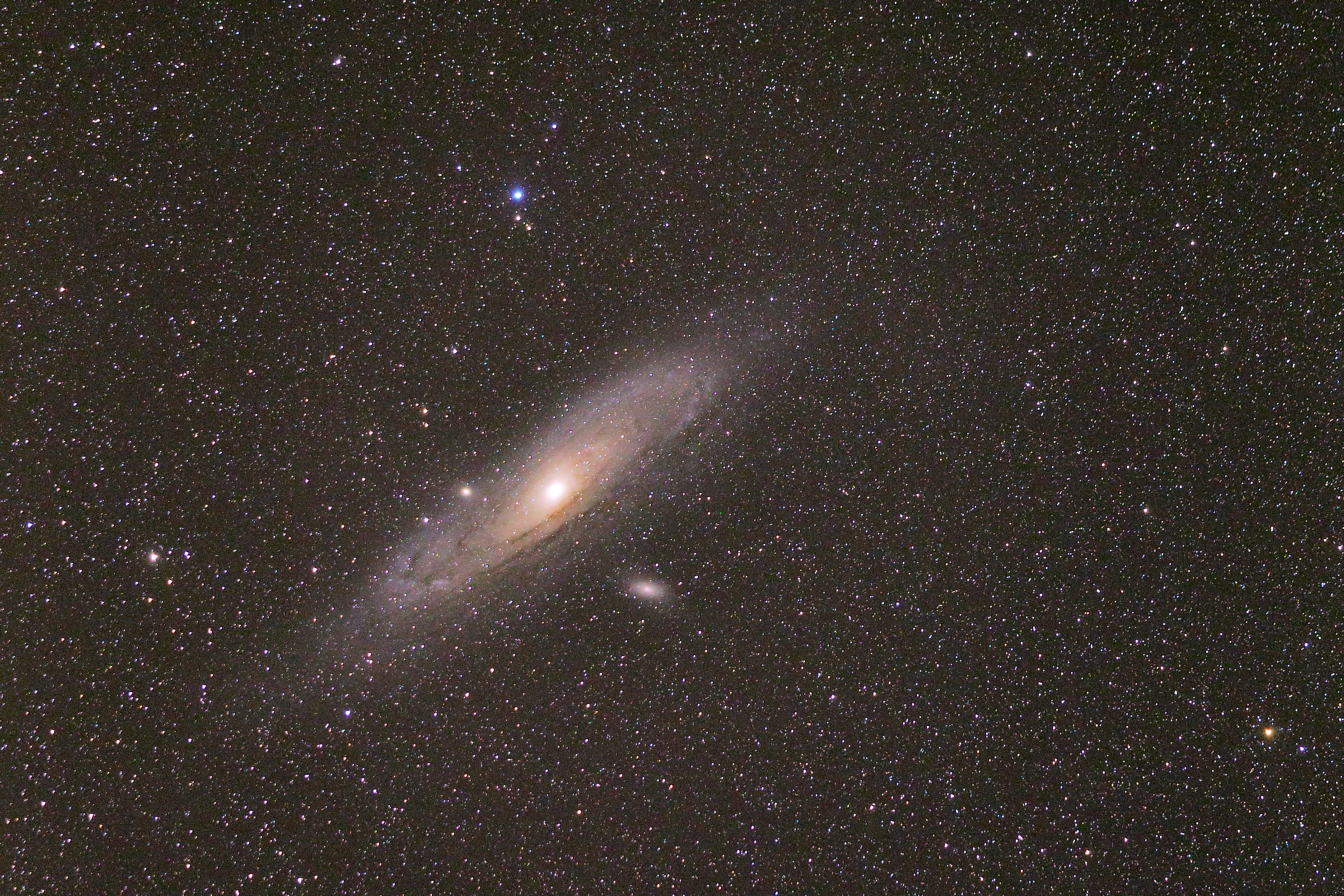
La Galaxie d'Andromède
La galaxie d'Andromède M31 le 2015-11-14
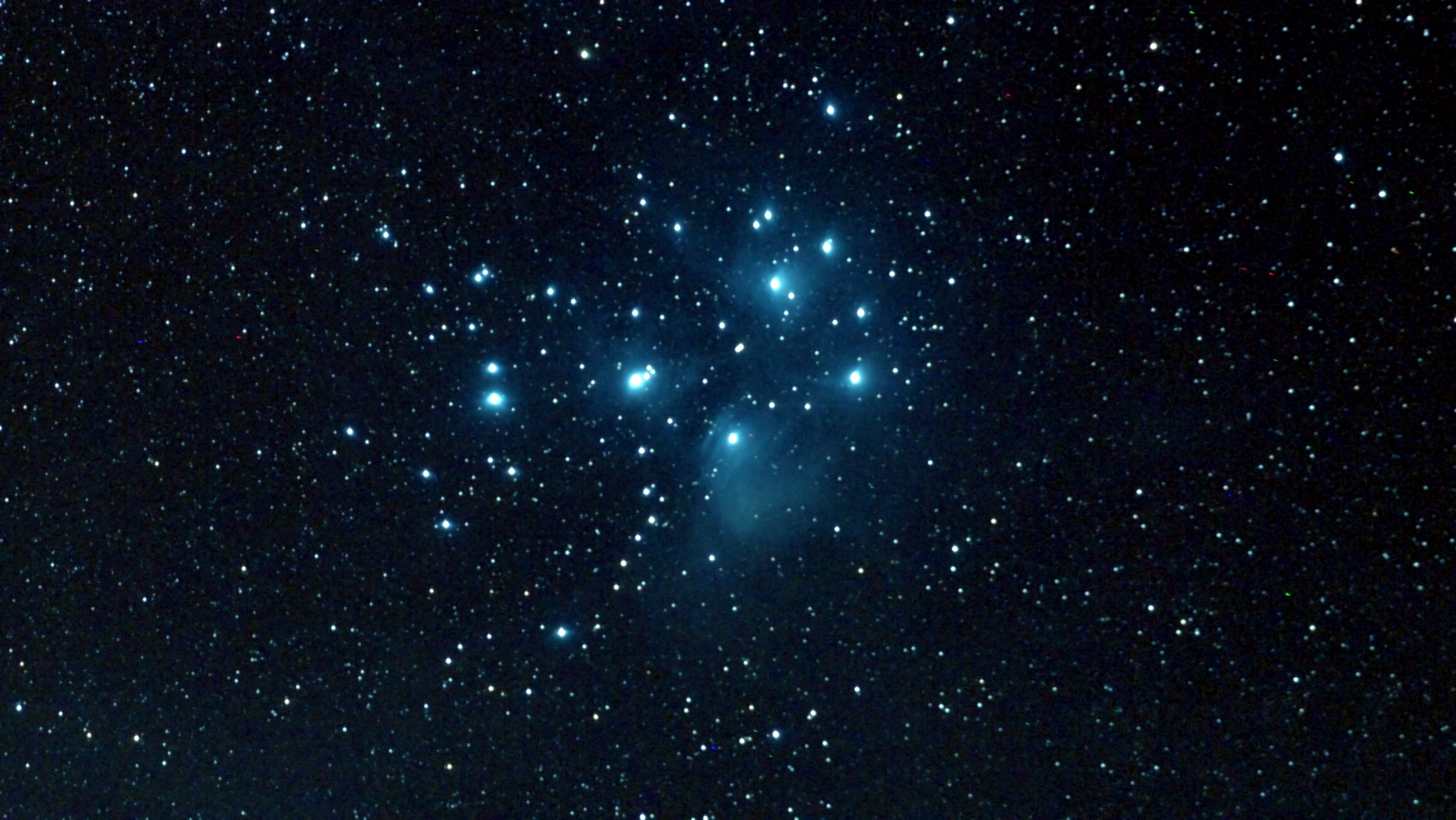
L'amas des Pléiades

## Blogs
- Astronomy
- Weather and Nature
- Meteors and meteorites